# Trombastenia de Glanzmann
A Trombastenia de Glanzmann (TG) é uma síndrome hemorrágica. Também chamada de deficiência do fator de agregação plaquetária. É provocada pela diminuição da expressão da glicoproteína IIb/IIIa nas plaquetas, levando a hemorragias frequentes e outros sinais de trombocitopatia.
A glicoproteína IIb/IIIa é uma receptor expresso nas plaquetas. Este receptor é ativado quando as plaquetas são estimuladas pelo ADP, epinefrina, colágeno e trombina. A interação da GpIIb/IIIa com o fibrinogênio e com o fator de von Willebrand é essencial para a coagulação sanguínea. Isto permite a plaqueta de ser ativada pelo contato com o complexo colágeno-von Willebrand que é exposto quando o vaso sanguíneo é lesado.

## Sintomas
Este síndrome hemorrágico apresenta variabilidade clínica: alguns doentes apresentam apenas pequenas equimoses, enquanto outros têm hemorragias frequentes, graves e potencialmente fatais. Os locais de hemorragia na TG estão claramente definidos: púrpura, epistaxis, hemorragia gengival e menorragia são características praticamente constantes; as hemorragias gastrointestinais e a hematúria são menos comuns. Na maioria dos casos os sintomas hemorrágicos manifestam-se rapidamente após o nascimento, embora ocasionalmente a TG seja diagnosticada mais tardiamente.

## Diagnóstico
O diagnóstico baseia-se na existência de hemorragia mucocutânea com agregação plaquetária ausente em resposta a todos os estímulos fisiológicos, associada com uma contagem e morfologia plaquetárias normais.
A deficiência de IIb/IIIa plaquetária deve sempre ser confirmada, podendo ser feita através da utilização de anticorpos monoclonais e citometria de fluxo.
- Tempo de sangramento: Prolongado (Valor normal: 1-3 minutos, na escala de Duky; 3-7 minutos, na escala de Ivy).
- Agregação Plaquetária: Resposta diminuída ao estímulo de ADP e normal ao estímulo de ristocetina.

De forma a evitar a aloimunização plaquetária, o seguimento terapêutico tem de incluir, se possível, procedimentos hemostáticos locais e/ou administração de dDAVP. Se estas medidas forem ineficazes ou em caso de condicionamento para cirurgia, o seguimento baseia-se em transfusões de concentrados de plaquetas HLA-compatíveis, embora a administração de factor VIIa recombinante seja uma nova alternativa terapêutica a ter conta. A TG pode ser uma doença hemorrágica grave, no entanto o prognóstico é excelente com os cuidados de suporte adequados.